# Рубе
Рубѐ (на френски: Roubaix; на нидерландски: Robaais) е град в Северна Франция, департамент Нор на регион О дьо Франс, предградие на Лил. Разположен е на река Еско, на 9 км североизточно от Лил и на 4 км югозападно от границата с Белгия. Населението му е около 95 000 души (2013).
В средата на 1800-те години градът става център на вълнено-текстилната индустрия, неслучайно получил прозвището „Френски Манчестър“.

## Личности
Родени
- Еманюел Кюо (р. 1964), френска кинорежисьорка, сценаристка и актриса

## Побратимени градове
- Вервие, Белгия (1969)
- Брадфорд, Великобритания (1969)
- Мьонхенгладбах, Германия (1969)
- Скопие, Северна Македония (1973)
- Прато, Италия (1981)
- Сосновец, Полша (1993)
- Ковйлан, Португалия (2000)
- Буира, Алжир (2003)